# Клинодактилия
Клинодактилия (новолат. clinodactylia; от др.-греч. κλίνω — «наклоняю, сгибаю» + δάκτυλος — «палец») — врождённый дефект развития пальцев. Внешне проявляется в их искривлении или искажении их положения относительно оси конечности (пальцы скошены медиально или латерально). Чаще поражаются 4-5 пальцы кисти, как правило, с двух сторон. Заболевание является наследственным и наследуется по аутосомно-доминантному типу. Внешние проявления обусловлены деформациями фаланг пальцев и нарушением внутрисуставных соотношений. Заболевание достигает пика в период полового созревания, в дальнейшем не прогрессирует. Лечение только хирургическое.
Клинодактилия больших пальцев стоп является неоспоримым признаком в диагностике фибродисплазии.